# Declieuxia rhexioides
Declieuxia rhexioides är en måreväxtart som beskrevs av Carl Friedrich Philipp von Martius och Joseph Gerhard Zuccarini. Declieuxia rhexioides ingår i släktet Declieuxia och familjen måreväxter. Inga underarter finns listade i Catalogue of Life.